# Pézènes-les-Mines
Pézènes-les-Mines är en kommun i departementet Hérault i regionen Occitanien i södra Frankrike. Kommunen ligger i kantonen Bédarieux som tillhör arrondissementet Béziers. År 2022 hade Pézènes-les-Mines 236 invånare.

## Befolkningsutveckling
Antalet invånare i kommunen Pézènes-les-Mines
Referens:INSEE